# Аньени, Эудженио
Эудженио Аньени (итал. Eugenio Agneni; 1816—1879) — итальянский живописец. Аньени работал сразу в нескольких направлениях живописи, ему одинаково хорошо удавались портреты (включая групповые), пейзажи и жанровые картины, помимо этого, живописцем было написано множество фресок на библейские темы.

## Биография
Эудженио Аньени родился 26 января 1816 года в местечке Сутри близ столицы Италии города Рима.
Э. Аньени усердно совершенствовал своё профессиональное искусство под руководством признанного итальянского мастера Франческо Когетти (итал. Francesco Coghetti).
Ещё с юных лет Эудженио Аньени увлёкся церковною живописью, которая обратила на себя внимание Папы римского Пия IX, который стал делать молодому художнику большие заказы. В частности, по заданию Папы, им было написано ряд фресок в Тронном зале Квиринальского дворца (в настоящее время там расположена официальная резиденция Президента Италии).
Будучи патриотом своей страны, Эудженио Аньени принимал непосредственное участие в Революции 1848—1849 годов в Италии. В 1848 году он вступил в римскую гражданскую гвардию, а затем римский легионн. В следующем году Аньени присоединился к армии Римской республики, на стороне которой сражался во время восстания в Папской области. После поражения республиканцев, Эудженио Аньени был вынужден покинуть отечество. Он был другом и соратником итальянского политика, патриота и борца за освобождение страны Джузеппе Мадзини с которым вёл постоянную переписку.
В 1852 году Эудженио Аньени приехал в столицу Франции город Париж, чтобы писать декорации для новых построек одного из крупнейших и красивейших художественных музеев мира Лувра.
Из Франции Эудженио Аньени отправился в столицу Британской империи город Лондон, где изобразил на большом полотне английское королевское семейство. По окончании этой работы, Аньени принялся за работу в Королевском театре Ковент-Гарден, где украсил одну из зал мифологическими аллегорическими фигурами. Однако, 5 марта 1856 года, театр Ковент-Гарден сгорел во второй раз (первое здание театра было уничтожено пожаром в 1808 году). Также фрески художника стали украшением спальни Её Величества королевы Великобритании в Букингемском дворце.
Помимо этого Эудженио Аньени написал много портретов и жанровых картин. В конце XIX — начале XX века на страницах «Энциклопедического словаря Брокгауза и Ефрона» была дана следующая оценка произведениям этого итальянского художника: «Картины Аньени, написанные с большим навыком, много теряют с точки зрения чистого искусства, греша преобладающею в них тенденциозностью».
Эудженио Аньени скоропостижно скончался 25 мая 1879 года.